# Terremoto de Alaska de 2021
El terremoto de Alaska de 2021 fue un sismo que ocurrió frente a la costa de la península de Alaska a las 22:15 hora local del 28 de julio. El terremoto tuvo una magnitud de momento (MW) de 8,2 según el Servicio Geológico de los Estados Unidos (USGS). Una alerta de tsunami fue emitida por la Oficina Nacional de Administración Oceánica y Atmosférica (NOAA) pero luego se canceló. Es el terremoto más grande en los Estados Unidos desde el terremoto de 1965 en las Islas Rat.

## Terremoto
El terremoto ocurrió al sureste de Perryville, Alaska (al sur de la península de Alaska), como resultado de una falla de empuje en o cerca de la interfaz de la zona de subducción entre las placas del Pacífico y norteamericana. La solución preliminar del mecanismo focal indica que la ruptura ocurrió en una falla que se inclina superficialmente hacia el noroeste o abruptamente hacia el sureste. La ubicación, el mecanismo y la profundidad, y el gran tamaño del evento, son consistentes con el deslizamiento que se produce en la interfaz de la zona de subducción entre las dos placas. En el lugar de este evento, la placa del Pacífico converge con la placa norteamericana hacia el noroeste a una velocidad de aproximadamente 64 mm/año, subduciendo en la fosa de Alaska-Aleutianas, a unos 125 km al sureste del terremoto.
La profundidad focal del sismo principal de magnitud 8,2 a 32,2 km sugiere que fue más profundo que los sismos previos. Se cree que el choque principal rompió el mismo segmento de la zona de subducción que también estuvo involucrado en un evento de tamaño similar en 1938.

## Tsunami
La altura máxima del tsunami fue de 27 cm, y se registró en la ciudad de Old Harbour ubicada en el borough de Isla Kodiak en el estado estadounidense de Alaska. La ciudad de Sand Point registró una altura de tsunami de 19 cm. También se registró una altura de tsunami de 10 cm en la ciudad de Kodiak. Se registró una altura de tsunami de 2.9 cm en la ciudad de King Cove.